# Russische kapel (Bad Homburg)
De Allerheiligenkerk (Duits: Allerheiligenkirche of Russische Kapelle, Russisch: Церковь Всех Святых) is een russisch-orthodoxe kapel in de Hessische plaats Bad Homburg vor der Höhe. De kapel werd op initiatief van de Russische geheimraad Alexej J. Provoroff door Leonti Benois (1856–1928), een Sint-Petersburgse architect van Franse komaf en grootvader van de Britse schrijver Peter Ustinov, ontworpen en in de jaren 1896-1899 onder leiding van Louis Jacobi (1836–1910) in het zuidelijke deel van het Bad Homburger kuurpark gebouwd. Voorheen stond op de plaats een gradeerwerk, dat zich tegenwoordig in Bad Nauheim bevindt.

## Geschiedenis
De eerste steen van de voor de Russische kuurgasten gebouwde kapel werd op 16 oktober 1896 gelegd. Dit gebeurde in aanwezigheid van keizer Nicolaas II van Rusland, zijn vrouw Alexandra en keizerin Frederik. De plaats van de eerstesteenlegging wordt buiten aan de noordelijke kant met een kruis gemarkeerd. De inwijding van de kapel - zonder het tsarenpaar - vond plaats op 22 september 1899. Twee messing borden in de kapel herinneren aan de aanwezigheid van de keizerlijke familie.

## Architectuur

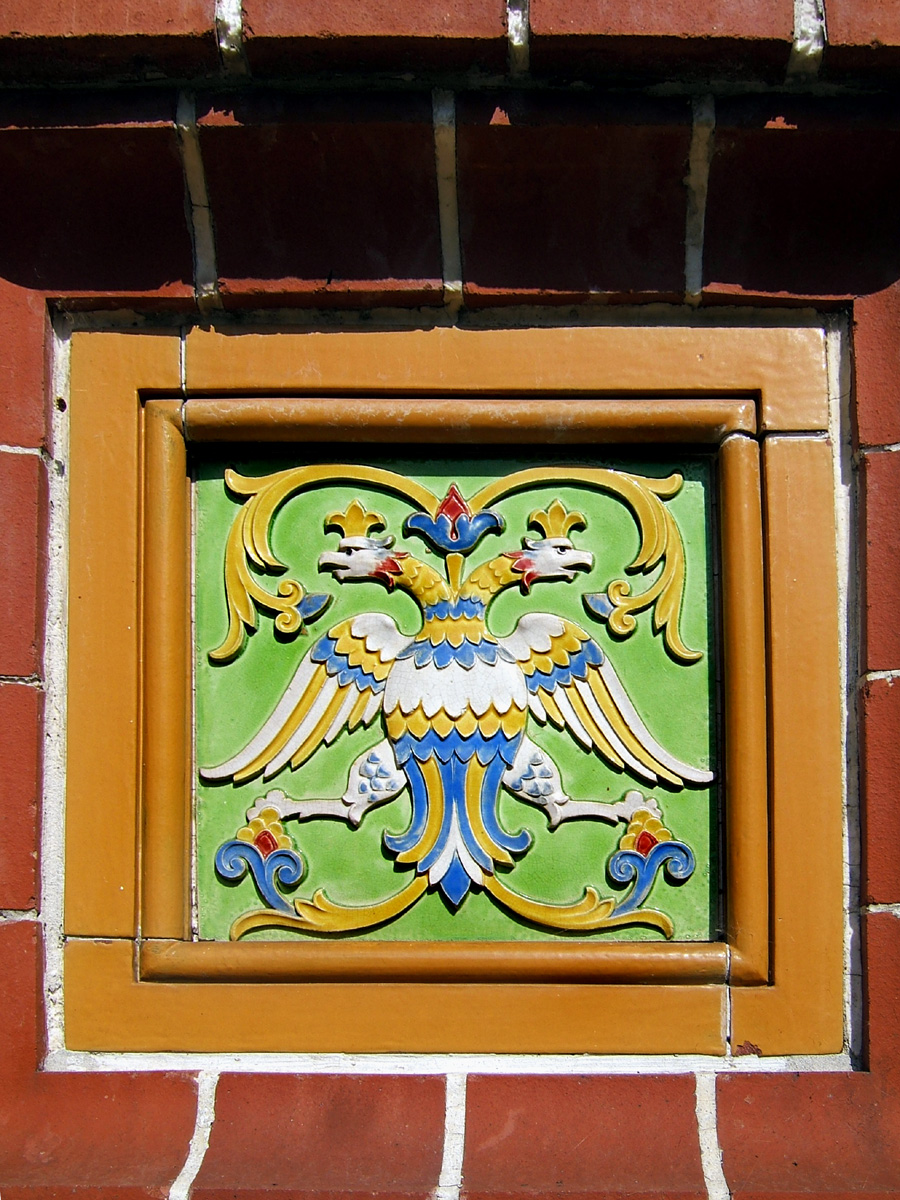
Tweekoppige adelaar

De kapel is in de stijl van de Russische kerkenbouw van de 16e eeuw gehouden. De viering wordt bekroond met een karakteristiek uivormig torentje. De bakstenen gevels zijn versierd met een verguld fries en tegels met de tweekoppige russische adelaar. Het interieur van de kerk werd in 1985 voorzien van fresco's van de Russische kerkschilder Adam W. Roessak. De iconen in de van palissander gemaakte iconostase zijn op lood geschilderd. Het fresco boven de ingang, een afbeelding van de " niet door menselijke hand gemaakte" beeltenis van Christus, is eveneens van Roessak.
Een soortgelijk kerkgebouw verwezenlijkte Louis Benois in de jaren 1897-1899 met de Russische kapel in Darmstadt.

## Gemeente
De kerkelijke gemeente van de Allerheiligenkerk behoorde aanvankelijk tot het Russisch-orthodoxe bisdom van Sint-Petersburg. Ten gevolge van de Eerste Wereldoorlog bleef de kerk tussen 1914 en 1922 gesloten. Tussen 1922 en 1946 viel de kerk onder de jurisdictie van de metropoliet Evlogij van Parijs en West-Europa en werden er vrijwel geen erediensten meer gevierd. De mobiele inrichting werd in het Bad Homburger slot bewaard. De Allerheiligenkerk is eigendom van de stad Bad Homburg en in 1947 wees de gemeenteraad de kerk toe aan de Russisch-orthodoxe Kerk in het Buitenland. Vanaf 1946 werd met behulp van een lid van de kerk en de orthohodoxe priester de inrichting weer teruggebracht naar de kapel. Vervolgens vond de heroprichting van de parochie plaats en tegenwoordig worden er weer regelmatig diensten in het Duitse en het Kerkslavisch gevierd.
De orthodoxe gemeente van Bad Homburg vormt een onderdeel van de parochie van de orthodoxe Sint-Nicolaaskerk in Frankfurt am Main.